# بلوم
بلوم (به آلمانی: Belum) یک شهر در آلمان است که در ام دابراک واقع شده‌است. بلوم ۸۵۲ نفر جمعیت دارد.